# Moed
Moed (hebrejsko מועד‬, Prazniki) je drugi del (red) Mišne, prvega pisnega posnetka Ustne Tore judovskega ljudstva (tudi Tosefta ali Talmud). Od šestih delov Mišne je Moed tretji najkrajši. Vsebuje dvanajst razprav:
1. Šabat (שבת‬, Šabat) obravnava 39 prepovedi opravil na šabat, 24 poglavij.
2. Eruvin (ערובין,  Mešanice) se ukvarja  z eruvom, ki omogoča, da se na predvečer šabata  (hebrejsko ערב שבת) in sam šabat opravljajo nekatera opravila, zlasti prenašanje stvari, ki bi bile sicer (brez eruva) prepovedane.
3. Pesahim (פסחים, Pasha ali Praznik opresnikov) obravnava predpise povezane s Pasho in pashalnimi darovanji. 10 poglavij.
4. Šekalim (שקלים, Šekeli) obravnava zbiranje pol šekela (srebrnika) za Tempelj ter  stroške in izdatke Templja. 8 poglavij.
5. Joma (יומא, Dan, imenovan tudi Kippurim ali Jom ha-Kippurim – Spravni dan) obravnava predpise za Jom Kippur, zlasti za obred, ki ga opravi visoki svečenik (כהן גדול‬, kohen gadol). 8 poglavij.
6. Sukka (סוכה, Koča) obravnava praznik Sukkot (Praznik tabernakljev) in kočo (Sukka) samo. Ukvarja se tudi s štirimi rastlinami: lulav, etrog, hadass in aravah -  palmova veja, citrona, mirta in vrba, ki so (v vetru) valovale na Sukkot. 5 poglavij.
7. Beca (ביצה, Jajce, tako imenovan po prvi besedi v razpravi, sicer pa se je imenoval po svoji vsebini Jom Tov - Prazniki) obravnava predvsem pravila obnašanja na Jom Tov – praznični dan. 5 poglavij.
8. Roš hašana (ראש השנה, Novo leto) se ukvarja predvsem z urejanjem koledarja po novi luni in opravili na praznik Roš hašana. 4 poglavja.
9. Taanit (תענית, Post) se ukvarja predvsem s posebnimi postnimi dnevi v obdobjih suše in drugih neugodnih dogodkih. 4 poglavja.
10. Megila (מגילה, Zvitek) vsebuje predvsem pravila in predpise, ki se nanašajo na branje Esterinega zvitka (knjige) na Purim in branje drugih odlomkov Tore in Neviima v sinagogi. 4 poglavja.
11. Moed katan (מועד קטן, Mali praznik) obravnava  Hol HaMoed, vmesne praznične dni Pashe in Sukkota. 3. poglavja.
12. Hagiga (חגיגה, Praznična darovanja) obravnava tri romarske praznike  (Pashar, Šavuot, Sukkot) in darove, ki naj bi jih romar  prinesel v Jeruzalem. 3 poglavja.

Jeruzalemski Talmud ima gemaro za vse razprave, v Babilonskem pa gemare za Šekalim ni. V večini tiskanih izdaj Babilonskega Talmuda je gemara tudi za to razpravo.
V Babilonskem Talmudu so razprave v Moed urejene po naslednjem zaporedju: Šabat, Erubin, Pesahim, Roš hašana, Joma, Sukka, Beica, Hagiga, Moed Katan, Taanit, Megila, v Jeruzalemskem pa Šabat, Eruvin, Pesahim, Joma, Šekalim, Sukah, Roš hašana, Beica, Taanit, Megila, Hagiga in Moed Katan.
Nekateri Judje imajo navado, da se na določen praznik učijo predpisov v razpravi, ki se nanaša na ta praznik, na primer predpisov v razpravi Roš hašana na praznik Roš hašana.